# Gazakh (quận)
Gazakh (tiếng Azerbaijan:Qazax) là một quận thuộc Azerbaijan. Dân số thời điểm năm 2012 là 81015 người.